# STRAIGHT (漫画)
『STRAIGHT』（ストレート）は、松本大洋による日本の漫画作品。『モーニング』（講談社）にて連載された。単行本は全2巻。単行本の表紙では『STRAIGHT ストレート』と表記されている。
大阪タイガースに入団した正反対の天才ルーキー、蘭と天草の活躍を描いた野球漫画。
作者曰く、「打つから投げる、投げるから打つという単純なマンガ」とのこと。第1部と第2部に分かれている。最後は打ち切りで終了した。

## 登場人物
蘭 四郎（あららぎ しろう）
投手。背番号46。口数は少なく、何を考えているかわからない。一人で突っ走るプレーをする。
天草 圭（あまくさ けい）
投手。背番号1。いつも飄々としていて生意気なことを言うが、試合では計算高いプレーを見せる。自分が一番でないと気がすまない性格。

## エピソード
- 松本が四季賞で入選した作品も『STRAIGHT』であるが内容は異なり、当初は45歳のピッチャーの男の話だったが、担当に若さを売るように言われ、主人公を若者2人に設定したという[1]。
- ネームのボツで毎回時間を食ってしまい、作画作業に時間をかけられなかったという。
- 永福一成がアシスタントをしており、作中にも永福という人物が登場する。
- 復刊の予定は無く、作者は「死んでも出さない」といった趣旨の発言をしている。理由は絵が驚くほど下手だからとのこと[1]。絵は力量不足で少し不本意だが、描いていて楽しかったと語っている[2]。この為、中古価格でも本来の数倍のプレミア価格が付いている。

- 第2部のために数ヶ月かけて書き溜めた約8話のネーム全てを、当時の編集長に「クソだ」と言われ、全部書き直している[1]。